# گری ماونتین (آریزونا)
گری ماونتین (به انگلیسی: Gray Mountain) یک منطقهٔ مسکونی در ایالات متحده آمریکا است که در شهرستان کاکانینو، آریزونا واقع شده‌است. گری ماونتین ۱٬۵۳۲٫۸۶ متر بالاتر از سطح دریا واقع شده‌است.